# Nerv glosofaringian

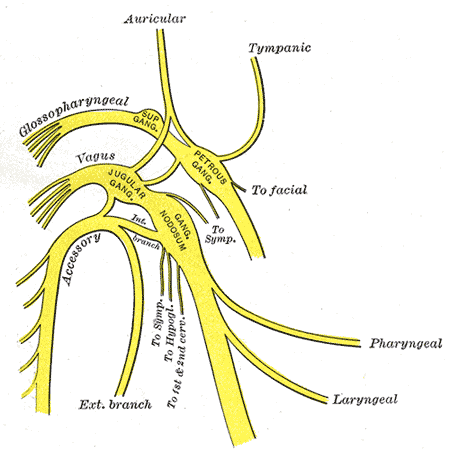
Porțiunile superioare ale nervilor glosofaringian, vag și accesor

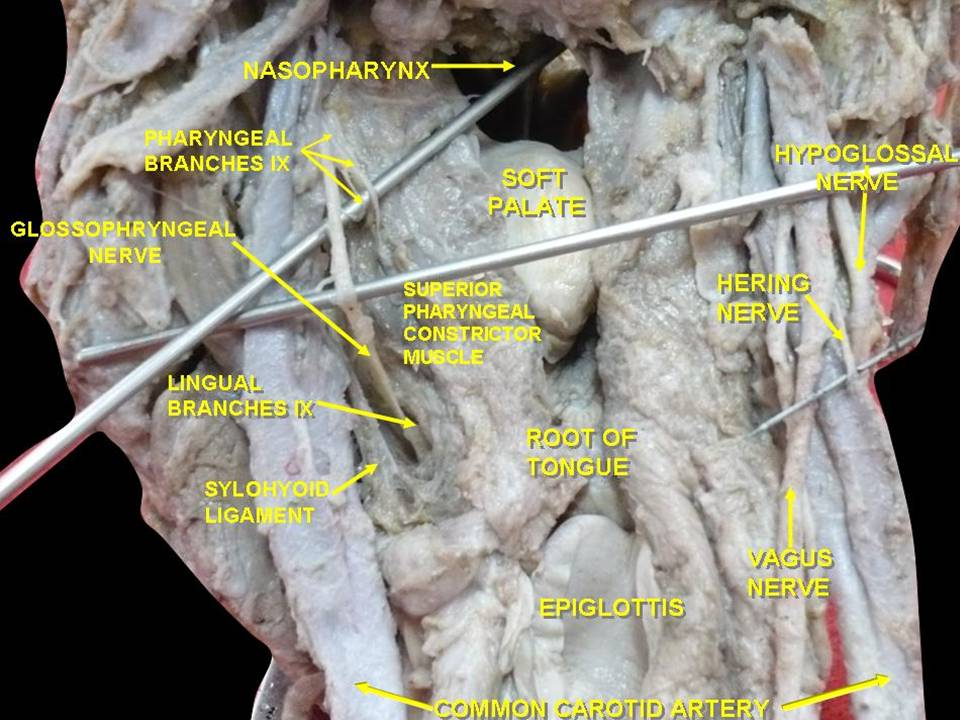
Nervul glosofaringian în disecție

Nervul glosofaringian (IX), unul dintre cei mai mici nervi cranieni, este un nerv mixt care conține fibre motorii, senzitive și vegetative. Fibrele senzitive își au originea în ganglionii inferior și superior (omologi celor spinali), fibrele motorii își au originea în nucleul ambiguu din bulb, iar fibrele vegetative își au originea în nucleul salivator inferior din bulb. Originea aparentă a nervului glosofaringian se află în porțiunea superioară a șanțului retroolivar, înapoia olivei bulbare și deasupra emergenței nervilor vag și accesor. Emergența glosofaringianului cuprinde cinci sau șase filete ce se unesc într-un singur cordon nervos. Componenta motorie a nervului glosofaringian derivă din placa bazală a bulbului embrionar, în timp ce componenta senzitivă își are originea în crestele neurale.

## Origine reală
Nucleul ambiguu aparține coloanei viscero-eferente speciale (VES). Din partea rostrală a nucleului ambiguu pornesc fibre VES care străbat nervul IX și inervează mușchii stilofaringian și stiloglos.
Nucleul salivator inferior aparține coloanei viscero-eferente generale (VEG) și se află localizat în bulb. Nucleul conține protoneuronii căii parasimpatice care trimit fibre preganglionare ce parcurg nervul IX, nervul timpanic, plexul timpanic și nervul pietros mic. Fibrele preganglionare fac sinapsă cu deutoneuronul căii în ganglionul otic. Fibrele parasimpatice postganglionare ajung prin intermediul nervului auriculo-temporal și a ramurilor sale glandulare să inerveze glanda parotidă.
Nucleul tractului solitar aparține coloanei viscero-aferente speciale (VAS) și se află localizat în bulb. În partea sa laterală se individualizează nucleul gustativ Nageotte. Protoneuronul căii gustative se află în ganglionul inferior al nervului IX. Prelungirile periferice ale acestui neuron pseudounipolar aduc informații gustative din porțiunea postsulcală a limbii și de la papilele valate. Prelungirile centrale fac sinapsă cu deutoneuronul căii în nucleul gustativ Nageotte. Eferențele nucleului gustativ se proiectează în talamus în nucleul ventro-postero-medial.
Nucleul tractului spinal al trigemenului aparține coloanei somato-aferente generale (SAG) și se află în bulb. Acest nucleu primește informații termice și dureroase de la nivelul treimii posterioare a limbii și de la mucoasa nazofaringelui și a orofaringelui (inclusiv a regiunii tonsilare, a palatului moale și a istmului buco-faringian).
Fibrele viscero-aferente generale (VAG) culeg informații din treimea posterioară a limbii, regiunea tonsilară, peretele posterior al nazofaringelui, mucoasa tubei auditive, mucoasa celulelor mastoidiene și mucoasa urechii medii. Protoneuronul căii se află în ganglionul inferior al nervului IX, iar deutoneuronul în nucleul tractului solitar.

## Ganglioni
Ganglionul superior (Ehrenritter) se află la nivelul șanțului nervului IX din compartimentul antero-medial al găurii jugulare. Conține neuroni pseudounipolari, protoneuronii căii SAG de la nivelul mucoasei faringelui, inclusiv a palatului moale, a regiunii tonsilare și a istmului buco-faringian.
Ganglionul inferior (Andersch) se află la nivelul fossulei petrosa, pe fața inferioară a stâncii temporalului. Conține neuroni pseudounipolari, protoneuronii căilor VAS (gustative) de la nivelul treimii posterioare a limbii, inclusiv a șanțului terminal și papilele valate. Conține și protoneuronii căii VAG.
Acești ganglioni îi sunt anexați glosofaringianului în momentul în care acesta trece prin gaura jugulară. Ganglionii prezintă două tipuri de prelungiri: periferice și centrale. Cele periferice se îndreaptă spre mucoasa linguală, spre cea faringiană, a trompei lui Eustachio și a casei timpanului. Prelungirile centrale care conțin fibrele senzitive ale glosofaringianului se termină în porțiunea mijlocie a nucleului fasciculului solitar din trunchiul cerebral.

## Traiect și raporturi

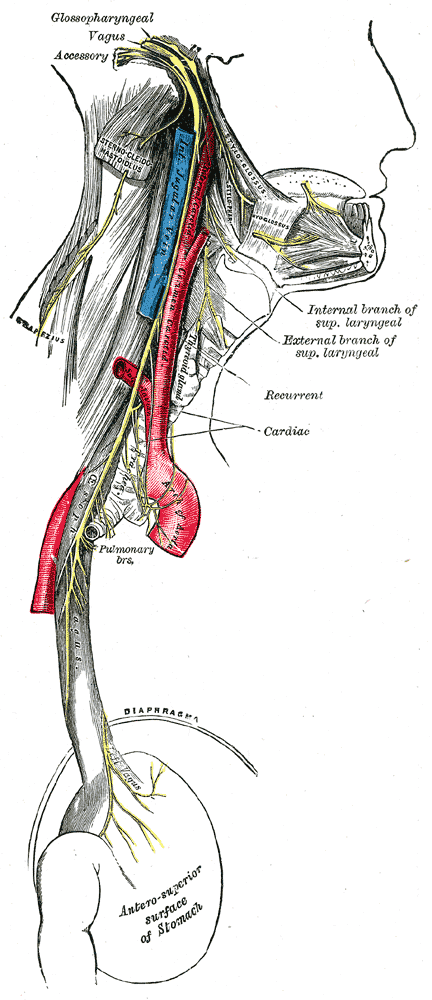
Traiectul și distribuția nervilor glosofaringian, vag și accesor

## Ramuri

### Ramuri colaterale
Aceastea sunt în număr de șapte:
- nervul timpanic (Jacobson);
- ramurile carotice;
- ramurile faringiene;
- nervul pentru mușchiul stilofaringian;
- nervul pentru mușchiul stiloglos;
- ramurile tonsilare;
- ramurile linguale.

Nervul timpanic (Jacobson) are originea la nivelul ganglionului inferior al nervului IX. Acesta conține fibre senzitive și parasimpatice secretorii preganglionare. Pătrunde în porțiunea inferioară a canaliculului timpanic prin orificiul acestuia din fossula petrosa. Prin acest canal de 6 mm nervul intră în urechea medie inferior de promontoriu. Nervul timpanic are apoi un traiect ascendent pe peretele medial al urechii medii la nivelul promontoriului și dă ramuri care participă la formarea plexului timpanic. Din acesta pleacă ramuri pentru mucoasa urechii medii și pentru mucoasa tubei auditive. O parte din fibrele parasimpatice ale plexului timpanic formează nervul pietros mic care iese prin orificiul superior al canaliculului timpanic pe fața antero-superioară a stâncii temporalului, unde se anastomozează cu nervul pietros mare din facial. Nervul pietros mic face sinapsă în ganglionul otic. Fibre parasimpatice postganglionare din ganglionul otic ajung la glanda parotidă și la glandele salivare ale vestibulului bucal prin nervii auricolo-temporal și facial. Nervul pietros mic conduce fibre motorii din glosofaringian, fibre care intră în constituția nervului tensor al vălului palatin. 
Ramurile carotice (superioară și inferioară) se desprind imediat inferior de exobază, trec pe fața laterală a arterei carotide interne și ajung la sinusul carotic și la glomusul carotic.
În număr de 3–4, ramurile faringiene provin dintr-un trunchi comun care se află superficial de mușchiul constrictor al faringelui. Ele se anastomozează cu ramurile faringiene de la nivelul nervului X și cele ale ganglionului cervical superior formând plexul faringian. Acesta dă naștere la alte două plexuri: plexul muscular din grosimea mușchilor faringelui și plexul submucos. Ramurile faringiene conțin fibre branhiomotorii pentru m. constrictor superior, m. constrictor mijlociu (împreună cu nervul vag), m. palatofaringian, m. salpingofaringian și, în mică măsură, m. ridicător și m. tensor al vălului palatin, fibre senzitive pentru mucoasa nazo- și bucofaringelui și fibre parasimpatice secretorii preganglionare care sinapsează în microganglionul plexului faringian pentru glandele mucoasei nazo- și bucofaringelui.
Ramurile tonsilare se desprind pe fața externă a mușchiului stilofaringian direct sau printr-un trunchi comun. Aceste ramuri perforează mușchiul constrictor superior al faringelui și formează prin anastomoză cu nervii palatini mici plexul tonsilar Andersch. Acesta inervează tonsila palatină, mucoasa palatului moale și a istmului buco-faringian.
Ramurile linguale ajung în treimea posterioară a limbii. Ele inervează senzitiv mucoasa din treimea posterioară a limbii și șanțul terminal. Ramurile linguale conțin, de asemenea, fibre VAS de la corpusculii gustativi ai papilelor circumvalate și foliate, fibre VAG responsabile de sensibilitatea generală de la rădăcina limbii și fibre parasimpatice postganglionare care se distribuie glandelor salivare posterioare (Ebner) și glandelor seroase atașate papilelor circumvalate și foliate.

### Ramuri terminale
La baza limbii, nervul glosofaringian dă naștere unui buchet de ramuri terminale. Acestea se anastomozează cu ramurile de pe partea opusă formând plexul lingual. Din acesta pornesc filete pentru mucoasa limbii situată posterior de „V”-ul lingual, precum și pentru mucoasa limbii din jurul papilelor „V”-ului lingual.

### Ramuri anastomotice
Nervul glosofaringian se anastomozează cu:
- nervul facial: prin ansa lui Haller, nervii pietroși superficiali și ramura linguală a facialului;
- nervul trigemen: sub mucoasa limbii, la nivelul „V”-ului lingual;
- nervul vag și simpaticul: prin plexul faringian și intercarotidian.

## Patologie
O leziune unilaterală a nervului glosofaringian aproape de originea sa aparentă, de la nivelul trunchiului cerebral, ce afectează toate fibrele sale componente, va determina pierderea senzației gustative în jumătatea ipsilaterală a treimii posterioare a limbii, diminuarea secreției salivare a glandei parotide, diminuarea sensibilității de la nivelul membranei mucoase faringiene, pierderea reflexului faringian și a reflexului sinusului carotidian. Mușchiul stilofaringian, care ridică faringele în timpul deglutiției, va fi, de asemenea, paralizat.